# Mussonena campbelli
Mussonena campbelli é uma espécie de gastrópode  da família Camaenidae.
É endémica da Austrália.